# Хортюк, Евгения Ефимовна
Евгения Ефимовна Хортюк (1933 , Одесская область — ?) — украинская советская деятель, доярка колхоза имени Ленина Кодимского района Одесской области. Депутат Верховного Совета СССР 7-8-го созывов.

## Биография
В 1949—1951 годах — звеньевая, с 1951 года — доярка колхоза имени Ленина села Сербы Кодымского района Одесской области. Надаивала от каждой из закрепленных за ней 25 коров по 3400-3700 килограммов молока
Без отрыва от производства получила среднее образование: окончила вечернюю школу.

## Награды
- орден Ленина (1966)
- прочие ордена
- медали